# Arc de Triomphe (timbre)
Vous lisez un « bon article » labellisé en 2025.
Pour les articles homonymes, voir Arc de triomphe (homonymie).
Les timbres postaux au type Arc de Triomphe sont deux séries de dix timbres d'usage courant français chacune, émises en octobre 1944 et en février 1945 à Paris.
Les timbres sont imprimés aux États-Unis et prévus pour servir en France libérée sous la tutelle du gouvernement militaire allié des territoires occupés (AMGOT) ; cette tutelle n'est finalement pas mise en place. Représentant l'arc de triomphe de l'Étoile à Paris, ils sont destinés, au même titre que d'autres séries, à se substituer aux timbres mis en circulation par le régime de Vichy. Leur conception fait l'objet de longues discussions entre le Comité français de libération nationale et les autorités américaines au sujet des messages politiques que leur motif et leur libellé doivent véhiculer.
Les vingt timbres de ces deux séries provisoires, arrivés en France dans le sillage des troupes du débarquement de Normandie pour les premiers et en février 1945 pour les derniers, sont retirés de la vente dès le 12 mai 1945 car ils n'ont jamais parfaitement correspondu aux tarifs postaux en vigueur. Les plis affranchis avec les Arc de Triomphe pendant la période où ils ont effectivement circulé — de nombreux courriers postés ultérieurement existent — sont particulièrement recherchés des philatélistes, surtout si les timbres sont bien centrés avec des coins réguliers, ce qui est peu courant.

## Genèse sur fond de rivalité franco-américaine

### Projet de l'AMGOT

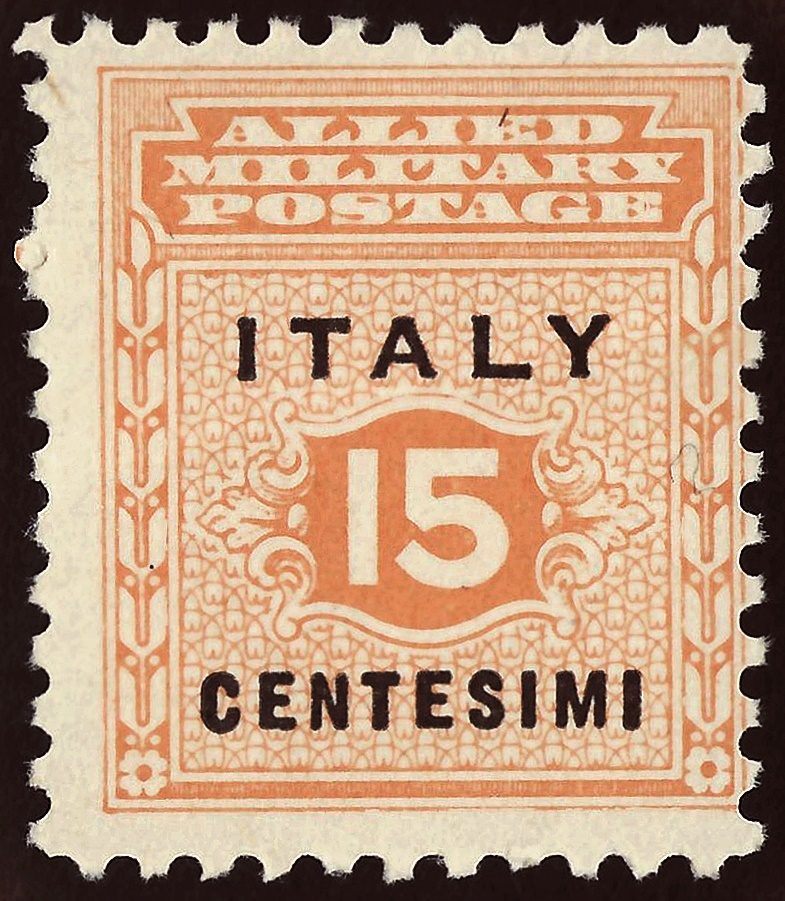
Timbre émis par l'AMGOT pour la Sicile occupée (fond de timbre et nom du pays en anglais, monnaie en italien).

Dès l'entrée des États-Unis dans la Seconde Guerre mondiale en décembre 1941, le président américain Franklin Delano Roosevelt prépare la mise en place de l'AMGOT (Allied Military Government of Occupied Territories, « gouvernement militaire allié des territoires occupés ») chargé de l'administration civile des pays ennemis occupés par les Alliés après une victoire dont il ne doute pas ; la France fait partie de ces pays, au même titre que l'Allemagne et l'Italie pour ce qui est de l'Europe, mais le Japon est aussi concerné. En effet, Roosevelt ne reconnaît pas la légitimité du Comité français de libération nationale (CFLN) : le seul gouvernement légal en France est, à ses yeux, le régime de Vichy puisqu'il est issu du vote de l'Assemblée nationale attribuant les pleins pouvoirs à Philippe Pétain le 10 juillet 1940. Lorsque Vichy rompt ses relations diplomatiques avec les États-Unis après le débarquement allié en Afrique du Nord de novembre 1942, la France devient, pour le président américain, un pays allié de l'ennemi.

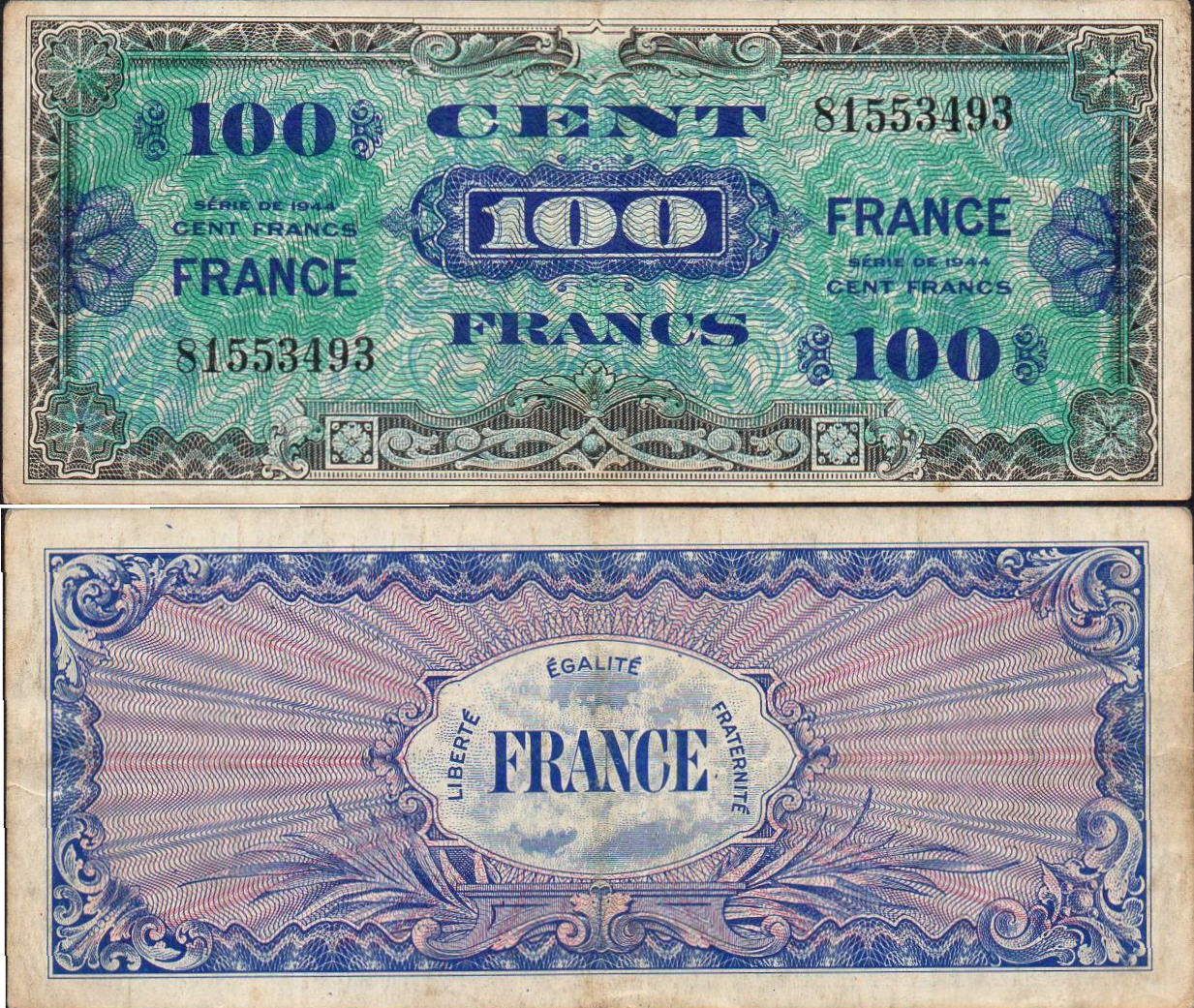
Billet de banque de l'AMGOT utilisé en France (recto et verso).

Parmi les dispositions prévues par ce gouvernement militaire figure la mise en circulation de monnaie et de timbres postaux légendés « AMGOT » ou « ALLIED MILITARY POSTAGE » et partiellement libellés en anglais en remplacement de ceux en circulation. Cette mesure est symbolique (elle marque le passage à un nouveau régime politique et le début de l'époque de l'occupation par les Alliés) mais aussi économique (elle évite que l'ennemi ne sape l'économie des territoires libérés en organisant l'inflation par l'augmentation de la masse monétaire),. Les timbres français concernés par ces mesures de retrait sont ceux à l'effigie de Philippe Pétain ou célébrant les valeurs du régime de Vichy, démonétisés le 1er novembre 1944 ; ce sont parmi les rares séries françaises à perdre leur valeur d'affranchissement.
Pour le général de Gaulle, dont les relations personnelles avec Roosevelt sont complexes et compliquées, il est hors de question que la France soit assimilée à un pays occupé : il refuse la tutelle de l'AMGOT et, avec elle, les moyens de paiement imprimés aux États-Unis, tout au moins dans leur forme initiale. En définitive, cette administration militaire n'est pas mise en place en France en raison de l'installation rapide du gouvernement provisoire de la République française (GPRF) dès la mi-juin 1944. Les officiers de l'AMGOT arrivés en France, mal préparés, n'exercent aucun pouvoir réel et Roosevelt n'insiste pas ; Dwight D. Eisenhower, commandant en chef des forces américaines en Europe, n'entreprend rien pour qu'ils prennent les rênes de l'administration,. Le 23 octobre 1944, Le Gouvernement provisoire est définitivement reconnu par les Alliés comme pouvoir légal ; il n'y a plus, aux yeux de Roosevelt, de « vide » administratif ou politique et l'AMGOT en France n'a plus de raison d'être.

### Négociations et amendements
Au terme d'âpres négociations conduites par Pierre Mendès France (commissaire aux Finances) et Jean Monnet (commissaire à l'Armement, à l'Approvisionnement et à la Reconstruction), les timbres conçus et imprimés aux États-Unis et destinés à la France sont modifiés afin de ne pas heurter la sensibilité des Français. Ces aménagements sont entre autres obtenus grâce à Eisenhower qui appuie la position française auprès de Roosevelt. Les modifications apportées au projet initial satisfont le CFLN qui, sous ces conditions, donne en janvier 1944 son accord de principe pour la fabrication de ces timbres, sans doute une manière de démontrer la « bonne entente » franco-américaine.
Intégralement libellés en français, les timbres représentent l'arc de triomphe de l'Étoile en remplacement d'un motif neutre et portent les mentions « FRANCE » et « POSTES », la valeur faciale et la devise « LIBERTÉ, ÉGALITÉ, FRATERNITÉ », dont c'est la première apparition sur un timbre-poste — cette devise n'est reprise sur des timbres français qu'en 1997, avec la Marianne du 14 juillet. Dans l'incertitude sur le régime politique à venir en France, Roosevelt exige que la légende « RÉPUBLIQUE FRANÇAISE », suggérée par le secrétaire au Trésor des États-Unis Henry Morgenthau, soit écartée ; le sigle « AMGOT » ne figure toutefois pas. La vente de ces timbres reste du ressort exclusif de l'administration postale française conformément au monopole d'État en vigueur.

## Dispositions générales

### Dessin et gravure

Arc de triomphe de l'Étoile, façade est.

Les timbres Arc de Triomphe, réalisés en deux séries, sont dessinés par William A. Roach (1888-1969), par ailleurs dessinateur de nombreux timbres postaux des États-Unis et de l'AMGOT, d'après une photographie de la façade orientale du monument fournie par la bibliothèque municipale de Washington ; ils sont gravés par Charles A. Brooks (fond et cadre), Axel W. Christensen (valeur faciale), James T. Vail et John S. Edmonson (textes et légendes). Conformément aux usages en vigueur aux États-Unis, aucun nom d'artiste ne figure sur les timbres eux-mêmes : dessinateur et graveurs sont cités dans les marges des feuilles de timbres, leurs noms étant imprimés dans la couleur du motif du timbre. Ces derniers sont imprimés dans la capitale américaine par le Bureau de la gravure et de l'impression (Bureau of Engraving and Printing ou BEP) et acheminés en Grande-Bretagne, par caisses de 600 000 timbres, en attente du débarquement de Normandie. L'opération a pour nom de code Borac et elle est conduite avec autant de discrétion que les préparatifs du débarquement eux-mêmes,.

### Impression

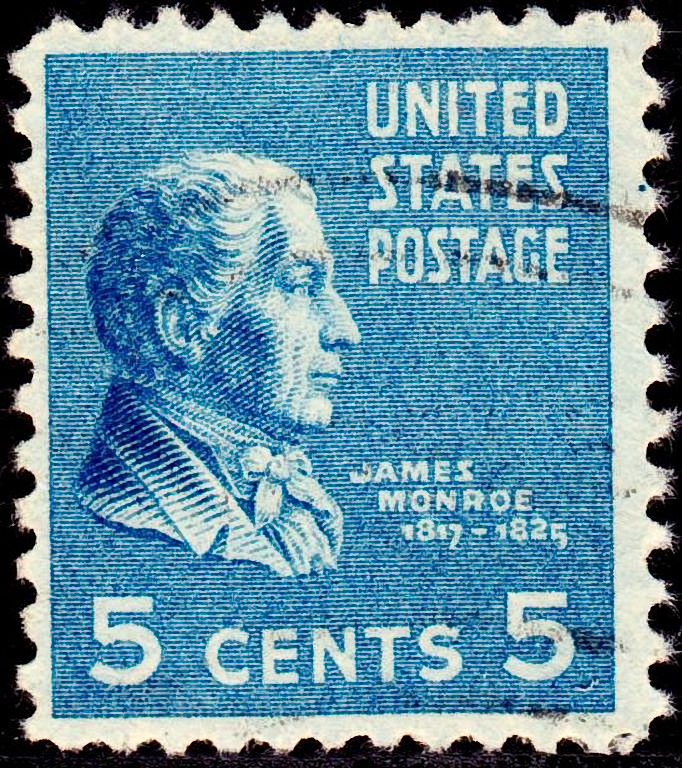
Timbre des États-Unis (1938) caractéristique des procédés du BEP (dentelure en ligne, coins irréguliers).

Les timbres, mesurant 22 × 26 mm de dimensions totales et 19 × 22 mm pour le cadre, sont imprimés par planches de quatre feuilles de cent timbres chacune en lithographie-offset sur un papier épais blanc ou crème, gommé à l'avance (gomme arabique blanche ou crème, jaunissant avec l'âge) et sans filigrane. Les deux séries sont dentelées 11 (les bords du timbre comportent onze dents sur sur une longueur de 2 cm). Les timbres sont imprimés pour une valeur de 200 milliards et chaque feuille est soumise à cinq opérations successives. Dans tous les cas, le motif du timbre est d'abord imprimé seul puis la feuille subit une seconde passe pour l'impression de la valeur, dans la couleur du motif pour la première série, en noir pour la seconde. La dentelure est réalisée en deux passages, verticalement puis horizontalement (perforation en ligne). Pour terminer, les inscriptions marginales des feuilles (type de timbre et sa valeur faciale, numéro de planche, nom du dessinateur et des graveurs…) sont imprimées dans un autre atelier. Cette multiplication des passages, habituelle au BEP, augmente les risques de décalage des feuilles d'une fois sur l'autre malgré les repères imprimés dans leurs marges et beaucoup de timbres sont mal centrés et/ou possèdent des coins irréguliers. Les timbres parfaitement centrés, dont la valeur faciale se trouve bien placée et dont la dentelure ne présente pas de défaut aux angles, sont particulièrement recherchés par les philatélistes.
Les nuances de teinte sont peu nombreuses et les variétés accidentelles sont rares pour les deux séries : défauts de dentelure (piquage à cheval, dentelure sur trois côtés seulement), défaut d'impression.
À l'initiative de Jean Monnet, des carnets sont imprimés à l'intention des autorités du Gouvernement provisoire. Au nombre de trente-six pour chacune des séries, ils se composent de cent timbres (un bloc de dix pour chaque valeur) avec des feuilles intercalaires en papier sulfurisé entre chaque bloc, le tout dans une couverture cartonnée. La mention « SPECIMEN », imprimée en violet, surcharge les blocs.

## Usages

### Première série: inadaptée aux tarifs

Carte de diffusion des timbres Arc de Triomphe, première série.

La première série Arc de Triomphe, imprimée en mars 1944, parvient en France le 15 juillet 1944. La date de mise en circulation officielle est le 25 juillet 1944 ; la première utilisation connue de ces timbres monochromes ne date cependant que du 11 septembre 1944 à Carentan ; la ville est définitivement libérée le 12 septembre 1944. La mise à disposition des timbres dans les bureaux de poste français suit l'avancée des troupes américaines depuis les sites du débarquement et la vente générale a lieu le 9 octobre à Paris avec un nombre limité de timbres par acheteur, les autorités françaises hésitant à utiliser ces timbres de crainte de favoriser la spéculation sur une série aussi éloignée des exigences pratiques et dont les tirages restent modestes. Ces inconvénients sont atténués par la rareté du courrier due à la désorganisation du service postal. En outre, un timbre au type Iris d'une valeur de 1,50 F est mis en circulation dès le 5 septembre et son tirage important lui assure une grande part du marché des « lettres simples pour l'intérieur ».
Ces dix timbres sont rares sur lettre car leurs dix valeurs faciales (de 5 centimes à 10 francs) ont été fixées unilatéralement par les Américains : elles ne correspondent pas aux tarifs en vigueur depuis le 5 janvier 1942 en France, sauf pour les journaux (10 centimes), les imprimés (50 centimes), mais surtout pour les lettres simples (1,50 franc pour lesquelles le mot « franc » est incorrectement orthographié au pluriel) et les lettres pour l'étranger (4 francs). Ces défauts sont découverts trop tardivement pour interrompre l'impression mais le GPRF donne malgré tout son accord à la mise en circulation de la série. Les tirages s'échelonnent de 600 000 ou 720 000 exemplaires pour le 10 F — l'ensemble du stock est épuisé en quelques heures à Paris et alimente le marché philatélique — à 9 560 000 exemplaires pour le 1,50 F.
| Valeur faciale | Couleur     | Émission   | Retrait    | Tirage                  |
| -------------- | ----------- | ---------- | ---------- | ----------------------- |
| 5 c            | lilas-rose  | 25/07/1944 | 12/05/1945 | 8 080 000               |
| 10 c           | gris        | 25/07/1944 | 12/05/1945 | 8 080 000 ou 10 000 000 |
| 25 c           | brun-jaune  | 25/07/1944 | 12/05/1945 | 8 000 000               |
| 50 c           | jaune-olive | 25/07/1944 | 12/05/1945 | 8 030 000               |
| 1 F            | vert-bleu   | 25/07/1944 | 12/05/1945 | 6 000 000               |
| 1,50 F         | rose        | 25/07/1944 | 12/05/1945 | 9 560 000               |
| 2,50 F         | violet      | 25/07/1944 | 12/05/1945 | 4 230 000               |
| 4 F            | bleu        | 25/07/1944 | 12/05/1945 | 4 090 000               |
| 5 F            | gris-noir   | 25/07/1944 | 12/05/1945 | 4 160 000               |
| 10 F           | orange      | 25/07/1944 | 12/05/1945 | 600 000 ou 720 000      |

Des courriers, portant des dates antérieures au 11 septembre 1944 et postés à Paris, ont été présentés : ce sont des faux antidatés, l'avancée des troupes américaines ne permettant pas que ces timbres soient alors disponibles dans la capitale. Pour la même raison, des plis datés du 8 septembre 1944 à Saint-Brieuc ne sont certainement pas authentiques.

### Seconde série: utilisation éphémère

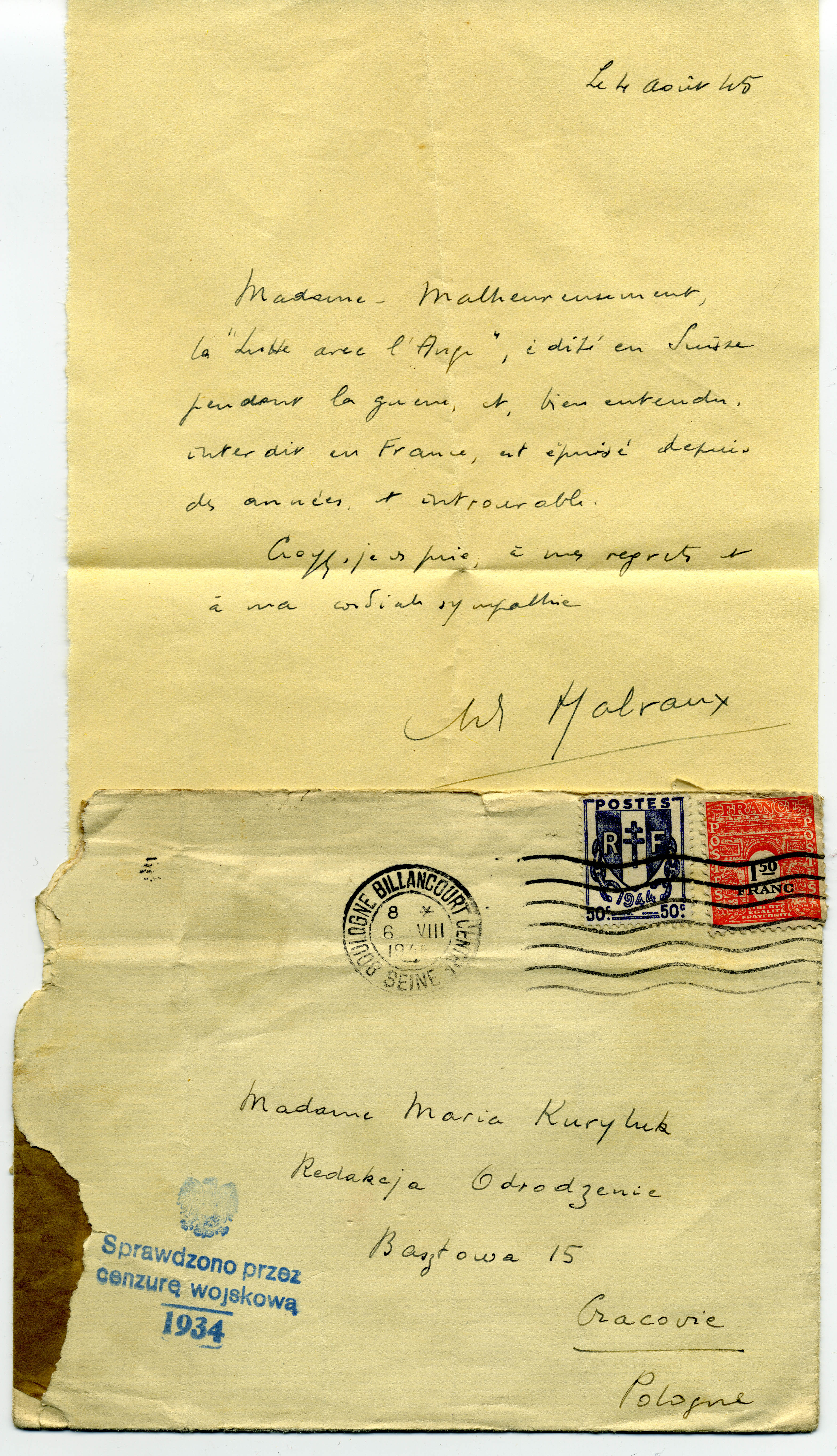
Lettre d'André Malraux affranchie avec un Arc de Triomphe.

Pour mieux correspondre aux tarifs postaux — seuls les 30 et 40 c n'ont pas d'usage précis —, une seconde série de dix timbres est commandée par René Mayer, imprimée à partir du 12 septembre 1944 et émise le 12 février 1945. Elle se distingue de la première par ses valeurs faciales (de 30 centimes à 3 francs) imprimées en noir et ses couleurs, conformes aux préconisations de l'Union postale universelle. La faute d'orthographe sur 1,50 franc est corrigée. Les tirages s'échelonnent de 3 000 000 exemplaires pour les 80 c, 1,20 F et 2,40 F à 50 000 000 d'exemplaires pour le 1,50 F.
Cette seconde série n'est cependant pas plus courante sur lettre que la première car les tarifs sont à nouveau modifiés le 1er mars 1945. Ses timbres sont donc recherchés oblitérés sur lettre avant cette date, soit sur une période de seize jours seulement : de nombreuses oblitérations de complaisance sont réalisées ultérieurement.
Le nombres total de timbres livrés, toutes valeurs confondues, s'élève à 99 000 000 mais l'impression porte en réalité sur 110 683 600 exemplaires, incluant les timbres défectueux et un petit stock de réserve détruit par le BEP en 1946.
| Valeur faciale | Couleur              | Émission   | Retrait    | Tirage     |
| -------------- | -------------------- | ---------- | ---------- | ---------- |
| 30 c           | orange et noir       | 12/02/1945 | 12/05/1945 | 5 000 000  |
| 40 c           | gris et noir         | 12/02/1945 | 12/05/1945 | 10 000 000 |
| 50 c           | jaune-olive et noir  | 12/02/1945 | 12/05/1945 | 7 000 000  |
| 60 c           | violet et noir       | 12/02/1945 | 12/05/1945 | 5 000 000  |
| 80 c           | vert et noir         | 12/02/1945 | 12/05/1945 | 3 000 000  |
| 1,20 F         | brun et noir         | 12/02/1945 | 12/05/1945 | 3 000 000  |
| 1,50 F         | rouge et noir        | 12/02/1945 | 12/05/1945 | 50 000 000 |
| 2 F            | jaune-orange et noir | 12/02/1945 | 12/05/1945 | 8 000 000  |
| 2,40 F         | rose carminé et noir | 12/02/1945 | 12/05/1945 | 3 000 000  |
| 3 F            | lilas et noir        | 12/02/1945 | 12/05/1945 | 5 000 000  |

### Retrait

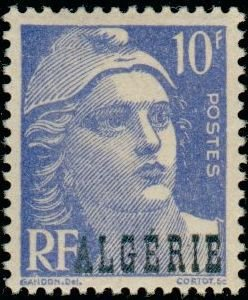
Timbre algérien au motif de la Marianne de Gandon.

L'ensemble des timbres des deux séries est retiré de la vente le 12 mai 1945 — les volumes des ventes ne sont pas connus, excepté pour le 10 F dont tous les exemplaires imprimés ont trouvé preneurs, principalement sur le marché philatélique — tout comme la série provisoire de la Marianne d'Alger. Ils laissent place à la Marianne de Dulac anglaise et à des séries de fabrication ou de conception française adaptées aux tarifs : les Chaînes brisées et le Coq d'Alger, aux « durées de vie » assez courtes, et surtout la Marianne de Gandon ; cette dernière reste, pendant dix ans, la série d'usage courant la plus répandue en France.
Les timbres Arc de Triomphe ne sont pas pour autant démonétisés et leur emploi pour des affranchissements reste autorisé. Dans un premier temps, ils sont achetés et stockés par des philatélistes en attendant une possible spéculation. Celle-ci ne se produisant pas à hauteur des espérances, les timbres sont finalement écoulés et se retrouvent sur des lettres jusque vers 1950 mais ces courriers sont bien moins recherchés que ceux envoyés pendant la période « normale » d'utilisation des vignettes d'affranchissement.